# Morbakka virulenta
La Morbakka virulenta Kishinouye, 1910 è una cubomedusa della famiglia Carukiidae. La M. virulenta è anche conosciuta in Giappone col nome di hikurage (ヒクラゲ? medusa infuocata).

## Descrizione
La M. virulenta ha un'esombrella a forma cubica, alta circa il doppio della larghezza e leggermente appiattita in cima. L'esemplare più grande rinvenuto misurava 250 mm di lungo per 200 mm di largo e con i tentacoli che si estendevano fino a 3 m dalla campana. L'esombrella è costellata da piccole nematocisti. I quattro tentacoli sono spessi e lunghi e nascono da pedalia (prolungamenti muscolosi dell'ombrella) piegati. Di conseguenza anche il canale cieco che passa attraverso ogni pedalium è ripiegato. La puntura della M. virulenta è molto dolorosa, tant'è che -scrive Kishinouye Kamakichi nella sua descrizione originale- la medusa è molto temuta dai pescatori nipponici.
Ogni ropalio a forma di pera, l'organo sensoriale, è dotato di quattro occhi, di cui due ben sviluppati e provvisti di lenti, oltre ad una statociste, l'organo usato dalla medusa per identificare la posizione del proprio corpo nello spazio.
Le gonadi, gli organi riproduttivi, hanno forma allargata "a foglia" e molto lunga: si estendono dai pedalia all'apice dell'ombrella.
Gli esemplari giovanili hanno corpi molto chiari e trasparenti.

## Distribuzione e habitat
La M. virulenta vive nelle acque del Giappone e del mare Interno di Seto, dove si avvicina alle coste in autunno ed in inverno. 

## Ciclo vitale
La M. virulenta si sviluppa, come gli altri cubozoi,  attraverso diverse fasi, fino a raggiungere la forma di medusa adulta. La fertilizzazione avviene esternamente e dopo poche ore le uova fecondate si mutano in blastule. Dopo circa 21 giorni, le blastule si mutano in planule che finalmente diventano polipi dopo 5 giorni. Questi "blastociti" della  M. virulenta sono una forma molto peculiare fra i cnidari, dato che lo stadio di blastula è qui molto più protratto che nelle altre specie e comporta una blastula "rinforzata" che ricorda lo stadio di ciste nei polipi della Tripedalia cystophora o le ciste delle planule di alcune scifomeduse del genus Cyanea (C. capillata e C. lamarckii); per fare un parallelismo, nelle meduse Alatina, per esempio lo stadio polipoide si raggiunge dopo solo 5 giorni.
I polipi raggiungono la loro forma definitiva con 16 tentacoli dopo tre mesi di metamorfosi, momento in cui misurano meno di 5 mm di lungo e con un diametro della bocca di circa 1 mm. Durante la crescita a partire dallo stadio nel quale i polipi possiedono 8 tentacoli, possono nascere per strobilazione, ossia per riproduzione asessuata, nuovi polipi con due tentacoli e capaci di nuotare. I polipi della M. virulenta si distinguono da quelli degli altri cnidari per la forma a tulipano e il lungo gambo. Dopo diverse settimane, i polipi adulti si trasformano in efire, giovani meduse che raggiungono in seguito la taglia adulta.